# Hedensted (stacja kolejowa)
Hedensted (duński: Hedensted Station) – stacja kolejowa w miejscowości Hedensted, w regionie Jutlandia Środkowa, w Danii. Znajduje się na Fredericia – Aarhus.
Stacja jest zarządzana i obsługiwana przez Danske Statsbaner.

## Linie kolejowe
- Linia Fredericia – Aarhus